# All Fours
All Fours (englisch, auf Deutsch etwa Alle Viere) ist ein in Trinidad und Tobago populäres, ursprünglich aus dem Vereinigten Königreich stammendes Kartenspiel. Das im Regelfall zu viert, historisch auch zu zweit gespielte Stichspiel wurde erstmals 1674 in Charles Cottons Spiele-Standardwerk The Compleat Gamester beschrieben. Durch seine Zählweise enthält All Fours ein großes Glücksspielelement.

## Idee und Ausstattung
Für All Fours wird ein voller Kartensatz mit 52 Karten verwendet. Der Rang der Karten von hoch nach niedrig ist: As, König, Dame, Bube und dann die Zahlenwerte von 10 bis 2. Durch geschicktes Ausspielen von Karten innerhalb eines Spiels sowie durch Glück beim Austeilen derselben sammeln die Spieler Punkte; Spielziel ist das Erreichen von 14 Punkten, indem man über mehrere Spielrunden hinweg Stiche mit Zählkarten darin gewinnt.

## Spielablauf

### Allgemeines
All Fours wird zu viert gespielt, wobei je zwei Spieler ein Team bilden und sich gegenübersitzen. Der Geber der aktuellen Runde wird nach einem vorher vereinbarten Verfahren bestimmt, beispielsweise durch das Ziehen einer Karte durch jeden Spieler, wobei der Spieler mit der höchsten Karte der erste Geber ist; für alle weiteren Runden wechselt der Geber reihum gegen den Uhrzeigersinn.

### Vorbereitungen
Der Geber mischt das Kartenspiel und teilt jedem Spieler verdeckt sechs Karten zu. Die übrigen Karten werden verdeckt als Stapel auf dem Tisch positioniert. Die oberste Karte wird aufgedeckt und bestimmt die aktuelle Trumpffarbe. Nur der Geber und der Spieler rechts von ihm (Vorhand) dürfen ihre Karten einsehen.
Der Vorhand-Spieler hat zu Beginn eines Spiels die Wahl, eine Karte zu spielen oder zu „betteln“ (englisch beg). Letzteres tut er in der Regel, wenn er mit den ihm zugeteilten Karten unzufrieden ist. Der Geber hat, wenn der Vorhand-Spieler „bettelt“, zwei Handlungsmöglichkeiten zur Auswahl: Er kann das „Betteln“ des Spielers akzeptieren und jedem Spieler inklusive sich selbst verdeckt drei weitere Karten zuteilen; die Trumpfkarte wird in diesem Fall verdeckt unter den Stapel geschoben und die nun oberste Karte als neue Trumpfkarte aufgedeckt. Hat die neue Trumpfkarte dieselbe Farbe wie die vorherige, wiederholt sich der Vorgang. Alternativ kann er das „Betteln“ des Spielers ablehnen und dem gegnerischen Team einen Punkt für die Gesamtwertung gutschreiben. In diesem Fall bleibt die aktuelle Trumpffarbe bestehen. Der Geber wählt in der Regel diese Alternative, wenn er mit seinen Karten zufrieden ist.

### Ablauf einer Runde
Der Spieler, der aktuell an der Reihe ist (in Runde 1 also der Vorhand-Spieler) spielt eine Karte, danach wird entgegen dem Uhrzeigersinn weitergespielt, bis alle Spieler eine Karte gespielt haben. Der jeweils nächste Spieler muss entweder bedienen, das heißt dieselbe Farbe spielen, oder eine Karte der Trumpffarbe spielen. Hat er weder die vorgegebene noch die Trumpffarbe, kann er eine beliebige Karte spielen. Es gewinnt der Spieler mit der höchsten Karte, wobei die Trumpffarbe die vorgegebene Farbe sticht. Der Sieger der aktuellen Runde startet die nächste und gibt damit die nächste Spielfarbe vor. Sind alle Karten ausgespielt, ist das aktuelle Spiel beendet.

### Zählsystem
Innerhalb einer Runde zählen die gewonnenen Spielkarten wie folgt:
- As: 4
- König: 3
- Dame: 2
- Bube: 1
- Zehn: 10

Innerhalb einer Runde sind somit maximal 80 Rundenpunkte möglich, da sich aber im Regelfall nur ein Teil der Karten im Besitz der Spieler befindet, ist dieser Wert ein eher theoretischer.
All Fours setzt bei der Punktevergabe mehr auf das Kartenglück als andere Stichspiele. Bestimmte Karten geben dem Team, das sie ausgeteilt bekommt, schon dadurch jeweils einen Punkt, nämlich die Karten As und Zwei in der aktuellen Trumpffarbe. Diese heißen „sure points“, sichere Punkte, da sie dem Erstbesitzer auf jeden Fall gutgeschrieben werden. Deckt der Geber zu Beginn einer Runde einen Buben als Trumpfkarte auf, so werden der Geberpartei drei Punkte für das Gesamtspiel gutgeschrieben.
Im Spiel selbst sind pro Runde lediglich ein bis fünf Punkte zu machen. Einen Punkt bekommt die Partei, die die Runde gewinnt. Nach Ende einer Runde werden die gewonnenen Karten ausgezählt – eine Zehn gibt zehn Rundenpunkte, ein As vier, eine König drei, eine Dame zwei und ein Bube einen Rundenpunkt. Die Partei mit den meisten Rundenpunkten hat die Runde gewonnen. Eine Besonderheit stellt der Trumpf-Bube dar. Ist dieser im Spiel und verliert ihn der Halter der Karte in einem Stich an das gegnerische Team, so erhält dieses drei Spielpunkte gutgeschrieben.
Die Partei, die zuerst 14 Spielpunkte erzielt hat, hat gewonnen.

## Geschichte

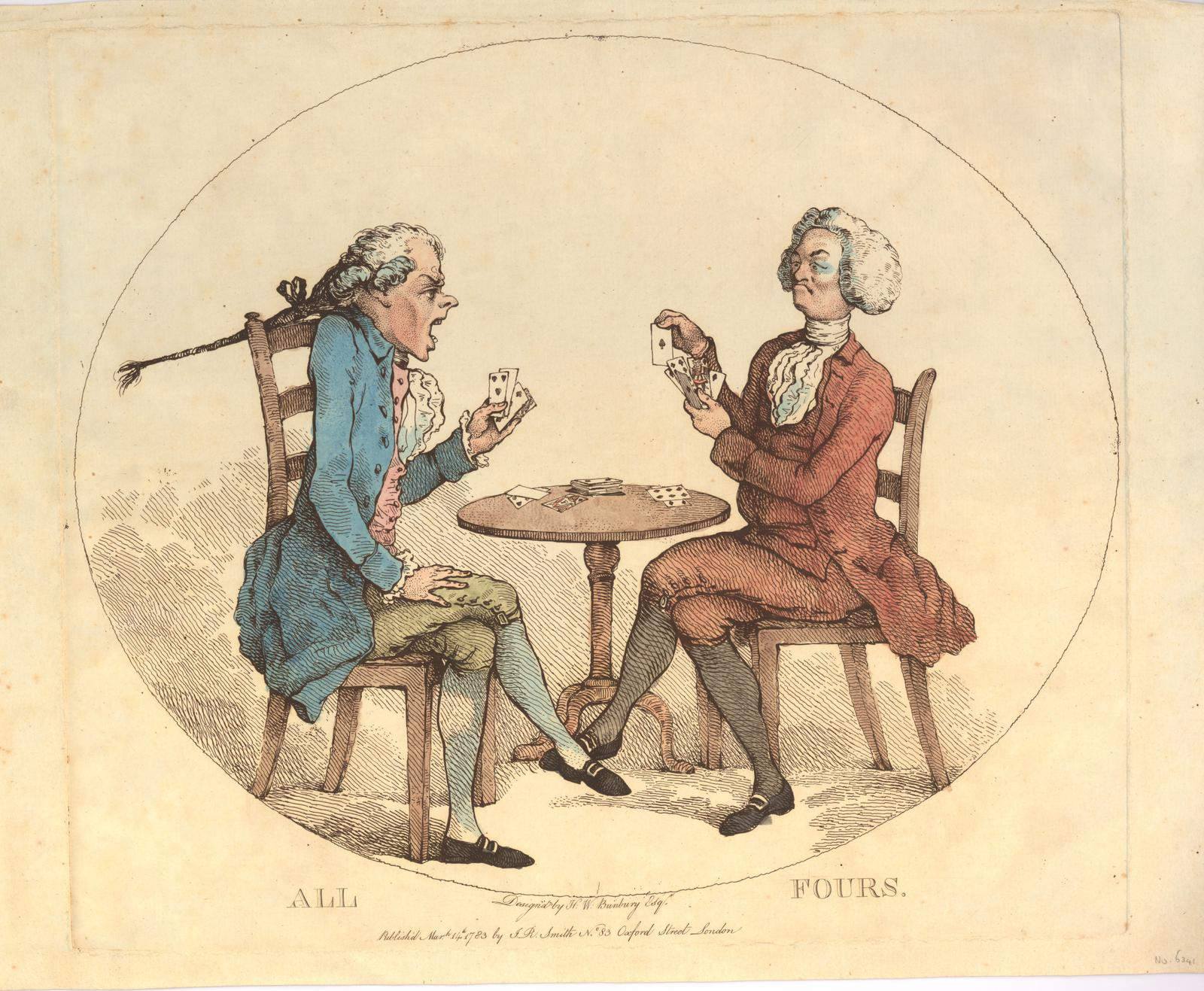
All Fours. Zeichnung von Henry Bunbury (1783)

All Fours gehört zur Gruppe der High-Low-Jack-Spiele und hat diese begründet. Der Name (Alle Viere) rührt daher, dass im Spiel auf vier verschiedene Weisen Punkte erzielt werden können. Man schreibt einen Punkt für "Hoch" (High, das heißt die höchste Trumpfkarte im Spiel halten), "Nieder" (Low, das heißt die niedrigste Trumpfkarte im Spiel halten bzw. (heute) gewinnen), "Bube" (Jack, das heißt den Trumpfbuben „fangen“) sowie "Spiel" (Game, das heißt die meisten Augen in den Stichen gewinnen), also insgesamt in einer Spielrunde vier Spielpunkte. David Parlett verortet die Ursprünge des Spiels im 17. Jahrhundert und hält Holland als Entstehungsort für möglich, da das Spiel nachweislich im Rahmen der Stuart-Restauration in England auftauchte und diese mit der Rückkehr von König Charles II. aus dem holländischen Exil ihren Anfang nahm. Der zeitgenössische Dichter Charles Cotton verortete 1674 die Ursprünge des Spiels in der südostenglischen Grafschaft Kent. Ursprünglich war All Fours ein Spiel für zwei Spieler, die Spielweise mit zwei gegeneinander antretenden Teams entwickelte sich erst später.
Mit den englischen Kolonialherren gelangte das Spiel um 1800 nach Trinidad und war dort zunächst bei Sklaven populär. Das Spielelement des „Bettelns“ entwickelte sich erst in Trinidad und war zuvor nicht üblich. Anfang des 19. Jahrhunderts war All Fours das beliebteste Kartenspiel in den Vereinigten Staaten. Im Laufe der folgenden Jahrzehnte wurde es von den Spielen Euchre und Poker verdrängt.
In Trinidad sind All-Fours-Spieler in der Trinidad and Tobago All Fours Federation (TTAFF) organisiert. 2018 richtete der Verband in Couva eine All-Fours-Weltmeisterschaft aus. Im Land finden regelmäßig Turniere mit hohen Preisgeldern statt.

## Varianten
All Fives oder Don Pedro
All Fives wurde von irischen und englischen Soldaten im Miguelistenkrieg (1832–34) erfunden. Es ist mit dem englischen Don Pedro, das wohl nach Kaiser Pedro von Brasilien benannt wurde, identisch. Es gibt kein „Betteln“, sondern der Ausspielende bestimmt den Trumpf. Auch hat das Spiel eine ergänzte Zählweise, bei der Stiche mit bestimmten Trumpfkarten Punkte für das Gesamtspiel einbringen. Es gibt bis zu 33 Punkte pro Spiel; man verwendet ein Cribbage-Brett zum Zählen und das Spielziel liegt bei 61 Punkten.
California Jack
Die Trumpffarbe wird per Zufall bestimmt, und jeder Spieler erhält zu Beginn nur drei Karten.
Don
Im 19. Jahrhundert in Irland entwickelte Variante mit alternativer Zählweise.
Pedro
Auch Pedreaux. Eine vereinfachte Variante des Spiels, die Ende des 19. Jahrhunderts im Mittleren Westen der Vereinigten Staaten aufkam und zeitweise das beliebteste All-Fours-Kartenspiel des Landes war.
Phat
Eine Vier-Spieler-Variante mit anderer Zählweise.
Pitch
Eine auch als Auction Pitch bekannte Variante, die sich im 19. Jahrhundert in den Vereinigten Staaten großer Beliebtheit erfreute. Beim Pitch wird die Trumpffarbe durch den Vorhand-Spieler bestimmt, nicht durch das Ziehen einer Karte.

## Rezeption
Charles Cotton bezeichnete All Fours 1674 als „trivial und unscheinbar“, es werde aber zumindest in der Grafschaft Kent um große Summen Geldes gespielt. David Parlett ordnet es für die Zeit nach seinem Entstehen als „Spiel der Unterschicht“ ein, das in billigen Kneipen und auf Schiffen der Royal Navy gespielt wurde. Parlett ermittelte, dass All Fours insofern eine ludohistorische Bedeutung zukommt, als es das erste Spiel war, in dem im angloamerikanischen Raum die Spielkarte „Bube“ als „jack“ bezeichnet wurde, eine Bezeichnung, die sich später durchsetzte – zuvor wurde die Karte auf Englisch als „knave“ (veraltet für „Knappe“) bezeichnet.